# Cédric Villani
Pour les articles homonymes, voir Villani.
Cédric Villani, né le 5 octobre 1973 à Brive-la-Gaillarde (Corrèze), est un mathématicien et homme politique français.
Spécialiste de l'analyse mathématique, il travaille sur des problèmes issus de la physique statistique (équation de Boltzmann, amortissement Landau), de l'optimisation (problème du transport optimal de Monge) et de la géométrie riemannienne (théorie synthétique de la courbure de Ricci). Directeur de l'institut Henri-Poincaré de 2009 à 2017 et professeur des universités, il est lauréat de la médaille Fields en 2010.
Il est élu député dans la cinquième circonscription de l'Essonne lors des élections législatives de 2017, sous l'étiquette de La République en marche (LREM). En 2020, il est candidat pour les élections municipales à Paris, mais la commission d'investiture de son parti désigne Benjamin Griveaux. Ses listes n'obtiennent aucun siège au Conseil de Paris, mais il est élu conseiller du 14e arrondissement. Exclu du parti, il quitte le groupe LREM à l'Assemblée nationale la même année pour rejoindre le groupe Écologie démocratie solidarité (EDS) puis Génération écologie. Il se porte candidat sous la bannière de la Nouvelle Union populaire écologique et sociale (NUPES) lors des élections législatives de 2022, mais n'est pas réélu dans sa circonscription, battu de 19 voix par Paul Midy de la coalition présidentielle Ensemble.

## Biographie

### Famille et jeunesse
Cédric Patrice Thierry Villani naît le 5 octobre 1973 à Brive-la-Gaillarde,. Ses parents, Patrice Villani et Jacqueline Lavarelo, enseignent la littérature. Un de ses frères, Vivien, est un compositeur spécialisé dans la musique de film.
Il est issu d'une famille d'universitaires et d'artistes, parmi lesquels le peintre Mario Villani (son grand-père paternel), l'écrivaine et poète Béatrice Bonhomme (sa tante), l'agrégé de philosophie Arnaud Villani et le professeur de mathématiques et jazzman, Philippe Villani (ses oncles).
Sa famille paternelle est pied-noir et, dans un entretien accordé à Corse-Matin en 2018, Cédric Villani évoque aussi ses origines corso-grecques (remontant à Demetrio Stefanopoli de Cargèse) ; l'un de ses ancêtres a été maire d'Ajaccio.
Cédric Villani est présenté en 2011 comme « surdoué dès son plus jeune âge », comme « pendant longtemps un garçon timide et réservé avant de devenir ce personnage curieux et philanthrope » et comme une personne « qui n'a jamais eu rien d'autre que des 20/20 en maths ». En 2016, il situe son goût pour les mathématiques « dès le collège »,. Il obtient son bac C avec 18 de moyenne générale.
Après avoir effectué sa scolarité à Brive-la-Gaillarde puis à Toulon au lycée Dumont-d'Urville, il intègre une classe préparatoire au lycée Louis-le-Grand de Paris et se classe 4e au concours d'entrée à l'École normale supérieure (S 1992). En 1994, il est élu président de l'association des élèves.

### Vie privée
Il était pacsé en 2013 avec sa compagne Claire Calmet, une biologiste de formation qu’il a rencontrée à l'École normale supérieure,. Séparé de Calmet en 2019, ils ont deux enfants : un fils né en 2000 et une fille née en 2003,,.
Interrogé sur ses croyances, il se définit comme agnostique.
Régulièrement interrogé sur la possibilité d'avoir une forme d'autisme, Cédric Villani affirme en novembre 2019 ne pas savoir et ne pas ressentir le besoin de se faire diagnostiquer,. Selon Arrêt sur images, cette déclaration ferait partie de son « plan de communication politique », alors qu'il est en campagne pour les élections municipales à Paris.

## Carrière professionnelle

### Parcours
En 1994, Cédric Villani est reçu à l'agrégation de mathématiques et obtient le DEA « Analyse numérique » de l'UPMC, l'actuelle Sorbonne Université. Il est ensuite agrégé-préparateur (« caïman ») à l'ENS de 1996 à 2000. Il soutient sa thèse, Contribution à l'étude mathématique des équations de Boltzmann et de Landau en théorie cinétique des gaz et des plasmas (1998) sous la direction de Pierre-Louis Lions (médaille Fields 1994) à l'université Paris-Dauphine, dans laquelle il étudie en particulier les effets des collisions rasantes dans les gaz et l'augmentation de l'entropie selon la théorie de Boltzmann. En 2000, il obtient son habilitation à diriger des recherches (HDR) et il devient professeur des universités à l'École normale supérieure de Lyon, dans la section 26 (mathématiques appliquées), poste qu'il occupe jusqu'en 2010.
Ses travaux mathématiques portent en particulier sur l'étude des équations aux dérivées partielles (EDP) en physique statistique, plus spécifiquement sur l'équation de Boltzmann. Il travaille aussi sur l'amortissement Landau non linéaire et le transport optimal et ses applications en géométrie différentielle.
En 1999, il est professeur invité à Georgia Tech, en 2004 au Miller Institute (Berkeley, en Californie), en 2009 à l'Institute for Advanced Study (Princeton, New Jersey) et invité tout au long de l'automne 2013 au semestre de recherche sur le transport optimal qui se tient au Mathematical Sciences Research Institute (MSRI) à Berkeley.
De 2007 à 2010, Cédric Villani est membre de l'Institut universitaire de France. En juin 2009,, il devient directeur de l'Institut Henri-Poincaré avec Jorge Kurchan comme directeur adjoint, bientôt remplacé par Jean-Philippe Uzan. Cédric Villani démissionne de ce poste de directeur le 29 juin 2017, après avoir été élu député.
En 2010, il reçoit la médaille Fields, notamment pour ses travaux sur l'équation de Boltzmann et l'amortissement Landau. Depuis septembre 2010, il est professeur à l'université Claude-Bernard-Lyon-I. Il est ensuite promu à la classe exceptionnelle des professeurs des universités.

### Travaux
Cédric Villani a travaillé sur la théorie des équations aux dérivées partielles de la physique statistique, en particulier sur l'équation de Boltzmann. Avec Giuseppe Toscani, il a démontré une conjecture formulée par Carlo Cercignani sur la production d'entropie dans l'équation de Boltzmann. Avec Laurent Desvillettes, il a été le premier à établir des estimations de convergence vers l'équilibre pour l'équation de Boltzmann dans un contexte non perturbatif, sous l'hypothèse de régularité uniforme. Avec Clément Mouhot, il a établi que l'amortissement Landau s'applique dans un contexte perturbatif non linéaire.
Cédric Villani travaille également sur la théorie du transport optimal ; il a écrit les deux traités, de référence sur le sujet. Ses travaux avec Felix Otto puis John Lott (en) incluent en particulier des applications à la géométrie différentielle, liant la courbure de Ricci, le transport optimal et l'entropie. La théorie de Lott-Sturm-Villani utilise le comportement de l'entropie vis-à-vis du transport optimal pour fournir une définition « synthétique » des bornes inférieures sur la courbure de Ricci ; Anton Petrunin a montré que cette théorie est compatible avec la théorie classique de Cartan-Alexandrov-Toponogov des bornes inférieures sur la courbure sectionnelle.

### Vulgarisation
En 2010, après avoir reçu la médaille Fields, Cédric Villani interrompt ses travaux pour se consacrer à la vulgarisation mathématique. Il anime de nombreuses conférences auprès d'élèves et du grand public, en France et à l'étranger ; il participe aussi régulièrement à des émissions et chroniques ainsi qu'à des festivals scientifiques,,.
Par ailleurs, il écrit ou participe à la publication de plusieurs ouvrages en lien avec les mathématiques. En 2012, il publie Théorème vivant, qui raconte ses années de recherche de 2008 à 2010. En 2013, il présente la réédition de la collection Le monde est mathématique (éd. RBA, Paris),.
En 2015, il publie, en collaboration avec l'auteur de bande dessinée Edmond Baudoin, Les Rêveurs lunaires : Quatre génies qui ont changé l'Histoire, un roman graphique présentant les histoires de quatre scientifiques pendant la Seconde Guerre mondiale : Werner Heisenberg, Leó Szilárd, Hugh Dowding et Alan Turing. En 2018, Villani écrira pour le même auteur le scénario d'un album de BD intitulé Ballade pour un bébé robot.
Toujours en 2015, paraît un ouvrage écrit en collaboration avec le compositeur et pianiste Karol Beffa : Les Coulisses de la création.
Au cinéma, il participe au documentaire Comment j'ai détesté les maths, d'Olivier Peyon, sorti en France en novembre 2013, expliquant l'impact des mathématiques dans la société actuelle (éducation, finances et recherches, etc.),. En 2014, après quelques séances-tests, il lance, avec Jean-Philippe Uzan et Quentin Lazzarotto, le ciné-club Univers convergents : sciences, fictions, société. Il anime, avec des scientifiques de pointe, des débats de décryptage à la suite de projections de films de long-métrage. Les films choisis questionnent les rapports science/société, la représentation de la science et de la recherche au cinéma, le rapport entre sciences et arts, etc. Les séances ont lieu au cinéma Le Grand Action, dans le 5e arrondissement de Paris.
À partir de novembre 2024, il tient une chronique scientifique dans L'Humanité.

## Parcours politique

### Débuts
Il soutient Anne Hidalgo (PS) pour les élections municipales de mars 2014 et préside son comité de soutien. Il précise toutefois qu'il ne se place « ni à gauche, ni à droite, ni au centre ».

### Député de laXVelégislature
Pour l'élection présidentielle française de 2017, il soutient Emmanuel Macron. Il explique avoir été séduit en particulier par la « ferveur pro-européenne » qui se dégageait de la campagne de l'ancien ministre de François Hollande.
Lors des élections législatives de 2017, il est candidat de La République en marche (LREM) dans la cinquième circonscription de l'Essonne,, département où il vit depuis 2009. Suivant son entourage, il décline par deux fois la sollicitation d'« En marche », mais ne publie pas de démenti lorsqu'un article de presse annonce son investiture et l'accepte quelques jours avant le premier tour de l'élection présidentielle. Il obtient un score de 47,46 % au premier tour. Au deuxième tour, il est élu largement face à Laure Darcos, candidate des Républicains, avec 69,36 % des voix exprimées. Il est le député LREM élu avec la plus forte proportion d'électeurs inscrits sur les listes électorales (31,3 %).
Le 13 juillet 2017, il est élu président de l'Office parlementaire d'évaluation des choix scientifiques et technologiques (OPECST),. Le 9 novembre 2017, il en devient premier vice-président à la suite de l'élection de Gérard Longuet à la présidence. Il redevient président le 22 octobre 2020, à la faveur d'une inversion des rôles avec Gérard Longuet.
Conjointement avec Charles Torossian, il rend en janvier 2018 un rapport sur l'enseignement des mathématiques dans l'enseignement primaire et secondaire, où il propose 21 mesures pour améliorer une situation qu'il juge « calamiteuse »,,. Le rapport cible entre autres les professeurs des écoles, dont un tiers « déclare ne pas aimer enseigner les mathématiques », et propose de multiplier par cinq leurs heures d'étude des mathématiques pendant leur formation,. Le 15 février 2018, réagissant au rapport de Cédric Villani, le philosophe et ancien ministre de l'Éducation Luc Ferry déclare que le raisonnement mathématique n’est pas utilisé dans la vie quotidienne ; le lendemain, Cédric Villani répond : « le raisonnement déductif sert plutôt peu ou alors de manière intangible, inconsciente » dans la vie de tous les jours. Pour autant, selon lui, l'expérimentation qui prévaut dans les maths constitue en soi une approche de l'apprentissage : « Ce n'est pas le résultat mathématique qui sert dans la vie de tous les jours, c'est la démarche ».
En septembre 2017, il est chargé par le Premier ministre Édouard Philippe d'une mission parlementaire sur l'intelligence artificielle d'une durée de six mois. Le 29 mars 2018, il participe à la conférence « AI for Humanity », lors de laquelle il présente son rapport sur l'intelligence artificielle dévoilé la veille : Donner un sens à l’intelligence artificielle,,. Il y préconise de centrer les efforts en intelligence artificielle sur les domaines suivants : le transport, la santé, la sécurité, l’environnement et la défense. En matière de santé par exemple, il propose d'interconnecter les fichiers déjà existants.
Exclu de LREM le 29 janvier 2020 — après le maintien de sa candidature aux élections municipales de 2020 à Paris face à Benjamin Griveaux désigné par le parti — il rejoint l'éphémère groupe Écologie démocratie solidarité. Le 28 janvier 2021, il annonce son apparentement à Génération écologie au titre du financement de la vie politique pour l'année 2021, tout en continuant à siéger sans étiquette à l'Assemblée nationale. À cette date, 87% de ses votes ont été conformes à ceux de la majorité présidentielle, avec laquelle il a cependant pris ses distances, par exemple en votant contre la proposition de loi relative à la sécurité globale. Par la suite, il vote également contre la très controversée loi confortant le respect des principes de la République.

### Élections municipales de 2020 à Paris
Il est l'un des trois candidats en lice pour la tête de liste de LREM aux élections municipales de 2020 à Paris, après les retraits de Mounir Mahjoubi et d'Anne Lebreton en sa faveur, et de ceux de Julien Bargeton et d'Antonio Duarte, en faveur de Benjamin Griveaux. Alors que la tenue d'une primaire, soutenue par les concurrents de ce dernier, est exclue par la direction du parti, la commission nationale d'investiture (CNI) choisit Benjamin Griveaux,,, en dépit de la forte dynamique de Villani dans les sondages et auprès des militants LREM,. Son entourage met en cause un « verrouillage en amont de la procédure de désignation », et lorsque Cédric Villani laisse entendre qu'il pourrait se présenter aux élections municipales en dissident, Alain Richard, coprésident de la CNI, l'appelle « à se reprendre » et à soutenir Benjamin Griveaux, le menaçant de l'exclure du parti s'il ne le rallie pas. Refusant de s'exprimer « sous la menace », Cédric Villani annonce qu'il se positionnera en septembre 2019 et crée un micro-parti, l'« Association des amis de Cédric Villani », en août 2019. Dans une tribune, 131 personnalités — dont Philippe Aghion et Elie Cohen, économistes proches d'Emmanuel Macron — appellent au maintien de sa candidature,, qu'il officialise le 4 septembre 2019. L'Opinion indique qu'il « a discrètement agrégé autour de lui, depuis l'automne 2018, une équipe mêlant jeunes talents et professionnels expérimentés, technos et politiques, marcheurs et non-marcheurs ». Son directeur de campagne, Baptiste Fournier, ancien membre du Parti socialiste, est son suppléant à l'Assemblée nationale et conseiller municipal à Verrières-le-Buisson. En décembre 2019, il se dit prêt à accepter la « coalition » que lui propose David Belliard, tête de liste EÉLV, sans s'allier dès le premier tour ; tous deux proposent cependant des alliés différents : David Belliard, « de Cédric Villani à Danielle Simonnet » (La France insoumise), incluant le PCF et le PS ; Cédric Villani, « de l’écologie sociale à la droite progressiste », excluant la majorité d'Anne Hidalgo, tout en posant comme condition que David Belliard « clarifie sa position » envers le gouvernement. Tandis que Julien Bayou, secrétaire national d’EÉLV, évoque « une maladresse », Benjamin Griveaux accuse Cédric Villani « de tourner le dos » à LREM,.
Alors que Cédric Villani n'est pas encore exclu de LREM et qu'il est au coude-à-coude avec Benjamin Griveaux dans les sondages, Hugues Renson estime qu'« il n’y a pas de candidat naturel » pour le parti. François Bayrou, président du Mouvement démocrate (MoDem), deuxième formation de la majorité présidentielle, n'apporte son soutien ni à Benjamin Griveaux ni à Cédric Villani et appelle à un « plan B ». En novembre 2019, Emmanuel Macron confie qu'il ne « croit plus » aux chances de Benjamin Griveaux, et « pas encore » à celles de Cédric Villani. Villani est finalement exclu de LREM en janvier 2020, tout en restant membre du groupe parlementaire.
Au premier tour des élections municipales, ses listes réunissent 7,9 % sur l'ensemble de la capitale. À l'issue du second tour, Cédric Villani recueille 13,3 % des suffrages exprimés dans le 14e arrondissement, lui permettant d'être élu au conseil d'arrondissement, et n'obtient aucun siège au Conseil de Paris,.

### Porte-parole de Génération écologie à la primaire écologiste
En juillet 2021, Delphine Batho annonce sa candidature à la primaire écologiste en vue de l'élection présidentielle française de 2022. Cédric Villani devient son porte-parole. Il dit partager les valeurs, les ambitions et l’approche du terrain du parti écologiste.
Il y adhère courant 2022, en vue des élections législatives françaises de 2022 et est candidat, dans le quota du Pôle écologiste, de la Nouvelle Union populaire écologique et sociale (NUPES) dans la cinquième circonscription de l'Essonne dont il est député sortant .

### Élections législatives de 2022
Au premier tour de l'élection le 12 juin, Cédric Villani obtient 38,20 % des suffrages exprimés et termine en première position devant Paul Midy, le candidat présenté par la coalition Ensemble et membre de La République en Marche. Au sein d'une circonscription comptant 68 469 inscrits, il est battu au second tour avec 18 668 suffrages en sa faveur contre 18 687, soit 50,03 %, à son adversaire.

### Prises de position

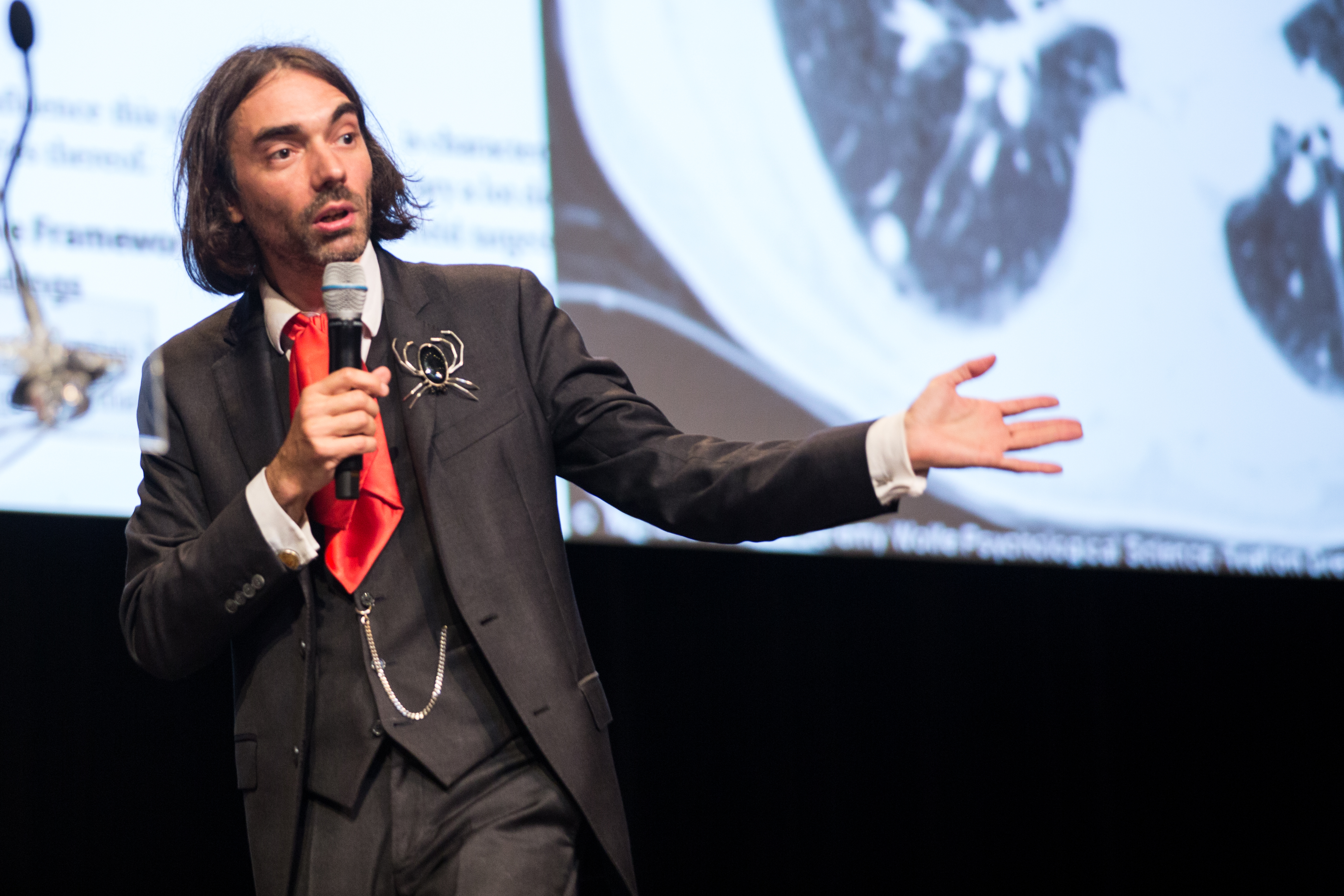
Cédric Villani à l’École polytechnique en 2017.

En 2016, il signe une tribune, avec sept prix Nobel, visant à s'opposer à une nouvelle coupe dans le budget national de la recherche, cette fois de 256 millions d'euros. Toujours en 2016, à l'occasion du référendum britannique sur le « Brexit », il signe avec 149 autres personnalités européennes une lettre demandant au Royaume-Uni de rester dans l'Union européenne.
Il milite pour la reconnaissance de la responsabilité de l'armée française dans la disparition de Maurice Audin, mort sous la torture en 1957 à Alger alors qu'il participait à la bataille d'Alger aux côtés du FLN.
Alors qu'il refuse de prendre position sur l’échiquier politique, il est classé au centre gauche par Le Monde en 2019.
En campagne pour les élections municipales de 2020 à Paris, Cédric Villani appelle à la tenue d'un référendum sur la réforme des retraites — ce qui suscite la réprobation de Stanislas Guerini, délégué général de LREM. Il rappelle également que l'introduction d'un « âge pivot » ne figurait pas dans le programme présidentiel d'Emmanuel Macron, et appelle à « entendre » la CFDT — opposée à cette mesure — sur ce sujet ainsi que « sur les questions de pénibilité, et sur un certain nombre de questions ».
Le 19 mars 2020, durant la pandémie de Covid-19, Cédric Villani déclare que « ce serait une erreur de laisser le scientifique remplacer le politique ». Il dit qu'après avoir « constaté que plusieurs collègues scientifiques témoignaient d'une nette augmentation de l'inquiétude par rapport à la façon dont l'épidémie se déployait » et « que cette inquiétude [soit] montée d'un cran » le 11 mars, considérant qu'en tant que premier vice-président de l'Office parlementaire d'évaluation des choix scientifiques et technologiques (OPECST), il se devait de « transmettre ce sujet aux conseillers et experts de l'office ». Après avoir procédé à des consultations le jour suivant, il indique s’être aperçu « que la situation était en train de changer de niveau » et déclare : « Je crois que je me souviendrai toute ma vie de ce coup de fil au professeur Éric Caumes de la Pitié-Salpêtrière, analysant une situation à venir alarmante ». Toujours au sujet de cette pandémie, dans un article paru le 20 mai 2020 dans La Tribune — où il revient sur l'aspect décisionnel entre le politique et le scientifique —, il déclare s'être interrogé sur le fait de savoir si la croissance de l'épidémie était exponentielle ou pas et n'avoir pas su distinguer, au début, la similitude entre la courbe italienne et celles des autres pays. Mais il finit par s'apercevoir, une semaine plus tard, de la parfaite similitude des courbes et en est « stupéfait de le voir apparaître si nettement et si visuellement » et que, quel que soit le pays, « l'épidémie se propage exactement de la même façon. [Et qu'il] y aurait donc un modèle et une équation mathématique qui reflètent la réalité de l'épidémie ».
Le 19 septembre 2023, il grimpe sur un arbre situé devant le ministère de la Transition écologique afin de manifester son opposition au projet de construction de l'autoroute A69 reliant Castres à Toulouse.
Il est signataire de l'Appel des 201 contre la loi immigration, à l'initiative d'une « marche pour la liberté, l'égalité, la fraternité » le 21 janvier 2024.

## Style vestimentaire

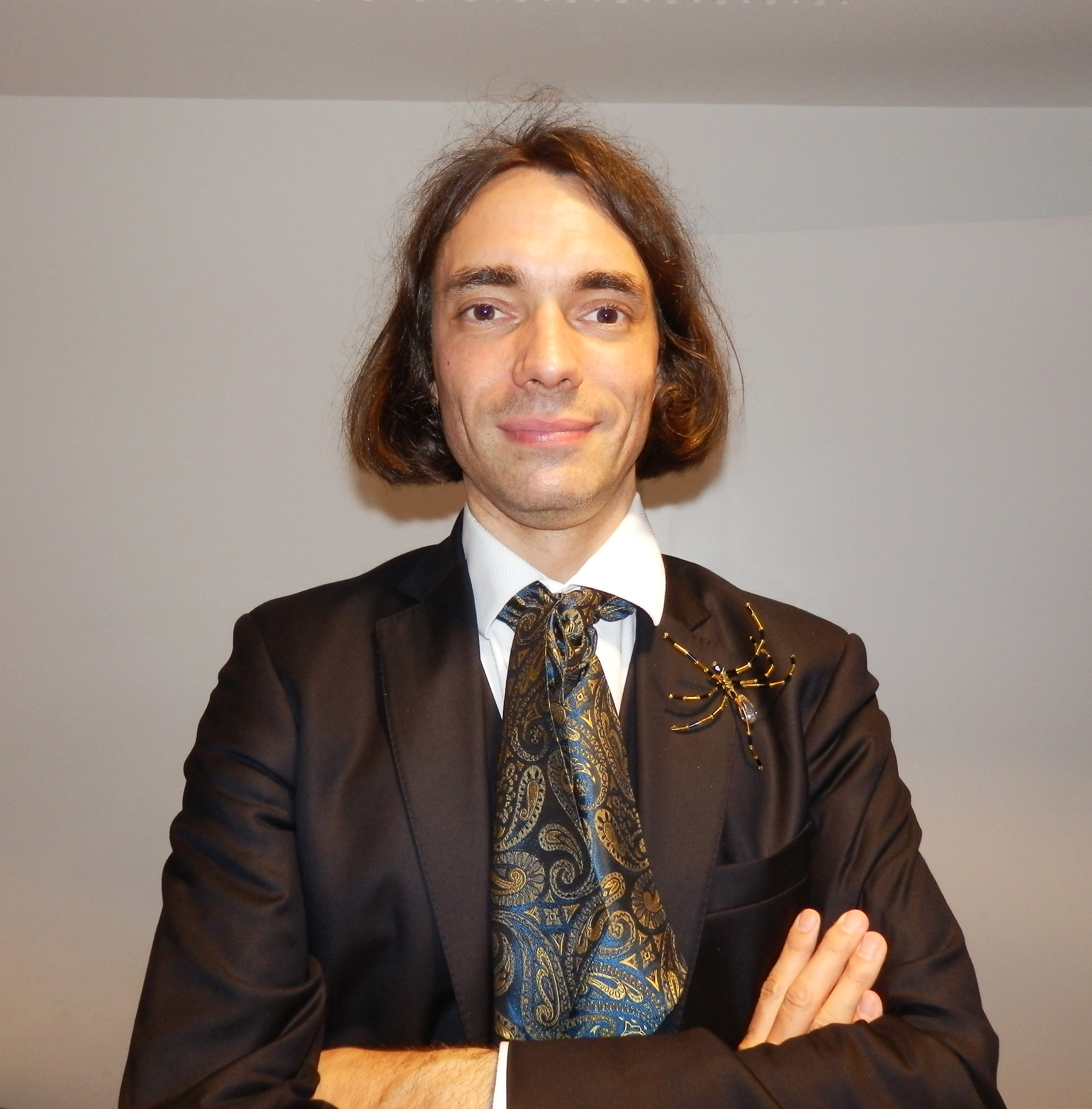
Cédric Villani en 2012.

Cédric Villani est reconnaissable à son excentricité et son apparence romantique adoptée en 1993 (cheveux mi-longs « à la romantique », lavallière et broche-araignée).

## Huawei
En juin 2018, le magazine économique Challenges révèle que Cédric Villani a été sollicité par le thinktank Europanova. Il a notamment présidé le jury de Digital In-Pulse, organisme d'accompagnement d'entrepreneurs et de start-upers, géré par la multinationale chinoise Huawei, et dans ce cadre, aurait donné plusieurs conférences. Le magazine indique également que Huawei est l'un des principaux financeurs privés du fonds de dotation de l'Institut Henri Poincaré, dont Villani est  président de 2009 à 2017.

## Synthèse des résultats électoraux

### Élections législatives
| Année | Parti | Parti | Circonscription | 1er tour | 1er tour | 1er tour | 2d tour | 2d tour | 2d tour | Issue |
| Année | Parti | Parti | Circonscription | Voix     | %        | Rang     | Voix    | %       | Rang    | Issue |
| ----- | ----- | ----- | --------------- | -------- | -------- | -------- | ------- | ------- | ------- | ----- |
| 2017  |       | LREM  | 5e de l'Essonne | 18 883   | 47,46    | 1er      | 21 436  | 69,36   | 1er     | Élu   |
| 2022  |       | GE    | 5e de l'Essonne | 14 830   | 38,20    | 1er      | 18 668  | 49,97   | 2e      | Battu |

### Élections municipales
Les résultats ci-dessous concernent uniquement les élections où il est tête de liste.
| Année | Liste          | Liste      | Commune   | 1er tour | 1er tour | 1er tour | 2d tour | 2d tour | 2d tour | Sièges obtenus | Sièges obtenus | Sièges obtenus |
| Année | Liste          | Liste      | Commune   | Voix     | %        | Rang     | Voix    | %       | Rang    | CA             | CP             | MGP            |
| ----- | -------------- | ---------- | --------- | -------- | -------- | -------- | ------- | ------- | ------- | -------------- | -------------- | -------------- |
| 2020  |                | LREM diss. | Paris 14e | 4 487    | 12,09    | 4e       | 4 368   | 13,29   | 3e      | 1 / 30         | 0 / 10         | 0 / 4          |
| 2020  | Ville de Paris | LREM diss. | 39 259    | 7,10     | 5e       | 4 368    | 0,94    | 6e      | 1 / 340 | 0 / 163        | 0 / 60         |                |

## Distinctions

### Décorations
- Chevalier de la Légion d'honneur (2011)[111].
- Chevalier de l'ordre national du Mérite (2009)[112].

### Prix
- Prix Louis-Armand de l’Académie des sciences[113] en 2001.
- Prix Peccot-Vimont et cours Peccot du Collège de France en 2003[114].
- Prix Jacques-Herbrand[115] en 2007.
- Prix de la Société mathématique européenne en 2008[116].
- Prix Fermat en 2009[117].
- Prix Henri-Poincaré en 2009[118].
- Médaille Fields en 2010, reçue lors de la cérémonie d'ouverture du congrès international des mathématiciens de 2010 à Hyderabad (Inde)[25],[119],[120].
- Prix François-Mauriac 2013 de l'Académie française pour Théorème vivant[121].
- Prix Peano 2013 de l'association Subalpina Mathesis pour la traduction italienne de Théorème vivant[122].
- Prix Joseph L. Doob 2014, pour son ouvrage Optimal Transport: Old and New[123].
- Conférence Gauss 2017.

### Honneurs
Cédric Villani est titulaire de plusieurs doctorats honoris causa :
- université du Chili en sciences le 20 janvier 2016[124] ;
- université Politehnica de Bucarest en sciences le 17 mai 2016[125],[126] ;
- KU Leuven en sciences le 12 octobre 2017[127] ;
- université municipale de Hong Kong en sciences le 24 septembre 2018[128].

Il est également professeur honoris causa de l'École des hautes études commerciales de Paris (HEC Paris) en 2014.
En 2020, une nouvelle espèce d'araignée aranéomorphe de la famille des Araneidae, Araniella villanii, est nommée en son honneur,.

## Participation à des institutions
- Éditeur des revues scientifiques Inventiones mathematicae, Journal of Functional Analysis, Journal of Mathematical Physics et Journal of Statistical Physics.
- Depuis 2012, président du conseil scientifique de AIMS-Sénégal, en liaison avec l'Institut AIMS-Sénégal, fondé par Neil Turok.
- Depuis 2012, président de l'association Musaïques, fondée par Patrice Moullet[132].
- Depuis 2012, administrateur du think-tank pro-européen d'EuropaNova. Dans le contexte d'EuropaNova, Cédric Villani a également fait partie de la première promotion des European Young Leaders (programme 40 under 40). Il intégra également la promotion 2012 des « Young Leaders » de la French-American Foundation[133].
- Depuis 2013, membre de l'Académie des sciences.
- Depuis 2014, membre du Conseil stratégique de la recherche[134].
- Depuis 2015, porte-parole du comité de soutien à l'organisation de l'exposition universelle à Paris et en France en 2025[135], aux côtés notamment de Philippe Houzé, PDG des Galeries Lafayette, et Jacques Courtin-Clarins, patron de Clarins.
- Depuis le 24 juin 2016, membre ordinaire de l'Académie pontificale des sciences[136].
- De 2014 à 2017, membre du conseil scientifique de Wikimédia France.
- Depuis 2024, président de la Fondation de l'écologie politique[137].
- Depuis 2024, membre du comité d'honneur de La Fondation droit animal, éthique et sciences[138].

## Ouvrages
- Préface de Blagues Mathématiques et autres curiosités de Bruno Winckler et Gilles Macagno (illustrations), 2011, 238 p., Ellipses  (ISBN 9782729864514).
- Théorème vivant, Paris, éd. Grasset et Fasquelle, 2012, 288 p.  (ISBN 978-2-246-79882-8).
- Mathématiques en liberté, Montreuil, éd. La ville brûle, avec Pierre Cartier, Jean Dhombres, Gerhard Heinzmann, collection « 360 », 2012, 192 p.  (ISBN 978-2-36012-026-0) ; réed. sous le titre Conversation sur les mathématiques, Flammarion, 2019  (ISBN 978-2-0814-7873-2).
- La Maison des mathématiques, Paris, Cherche Midi, 2014, avec Jean-Philippe Uzan, Vincent Moncorgé, collection « Beaux Livres », 143 p.  (ISBN 978-2-7491-3353-9).
- Les Rêveurs lunaires : Quatre génies qui ont changé l'Histoire, éd. Gallimard Jeunesse, avec Edmond Baudoin, bandes dessinées, avril 2015, 192 p.  (ISBN 978-2070665938).
- Les Coulisses de la création, avec Karol Beffa, Flammarion, 2015, réédition Champs-Flammarion, 2017  (ISBN 9782081395923).
- Ballade pour un bébé robot, avec Edmond Baudoin, éd. Gallimard BD, 2018, 248 p.  (ISBN 978-2-075-09119-0).
- Les mathématiques sont la poésie des sciences, Flammarion, 2018, 128 p.  (ISBN 978-2-08-142241-4).
- Immersion : de la science au parlement, Paris, Flammarion, 2019, collection « Document », 470 p. (ISBN 9782081445130).
- Le Nouveau Paris - Rallumons la Ville Lumière, Flammarion, 2020, 112 p.  (ISBN 978-2-08-151447-8).
- De mémoire vive, Une histoire de l'aventure numérique, Philippe Dewost, Cédric Villani, Éditions Première Partie, 2022, 386 p.  (ISBN 978-2-36526-252-1).